# Целлерзее (Зальцбург)
Целлерзее або озеро Целль повністю розташовано на території муніципалітету Целль-ам-Зее у Пінцгау землі Зальцбург, Австрія. Озеро дало назву місту.

## Історія
Озеро утворилось наприкінці останнього льодовикового періоду близько 10 000 - 16 000 років тому в результаті ерозії скельної основи, викликаної рухом льодовикових мас з північної частини гірського масиву Глокнер. Нинішня територія озера є залишком первісної акваторії, яка простягалася до Зальфельдена на півночі, а також заповнювала частину долини Зальцах на півдні

## Географія
Озеро стікає на південь до Зальцаха через два канали (великий і малий озерний канал) довжиною понад 2 км кожен. Близько двох кілометрів на північ від берега озера непомітний вододіл відділяє озеро від річки Залах, яка, течучи на північ, впадає у річку Зальцах лише приблизно за 80 кілометрів нижче Зальцбурга. Температура води озера влітку становить від 18 до 24 градусів Цельсія.
Озеро було історично важливим як зимовий майданчик видобутку льоду як холодоагенту для крижаних підвалів, у тому числі для німецьких пивоварень, куди крига постачалась залізничними вагонами.

## Риби та риболовля
У озері Целль багато різних видів риби; найвідоміше воно в першу чергу за його сиги, лящі, плотву, судаки і окуні. На озері Целль застосовуються норми Зальцбурзької асоціації рибальства.